# ديفيد وايت (سياسي أمريكي)
ديفيد وايت (بالإنجليزية: David Wyatt)‏ هو سياسي أمريكي، ولد في 18 يونيو 1949، وتوفي في 12 يناير 2015. حزبياً، نشط في الحزب الديمقراطي. وقد انتخب عضو مجلس ولاية أركنساس.